# Lörrach
Lörrach [lérah] je nemško mesto na skrajnem jugozahodu zvezne dežele Baden-Württemberg. Leži v dolini reke Wiese blizu meje s Francijo in Švico. Leta 2007 je imelo 47.707 prebivalcev.